# Internationale Organisation für Normung

Karte mit Indikator der Zugehörigkeit der nationalen Normungsgremien zur ISO (Stand November 2020)
Legende:
Vollmitglieder
Korrespondierende Mitglieder
Beobachtungsstatus
Andere Orte mit ISO-3166-1-Länderkürzel, die nicht Mitglieder der ISO sind

Die Internationale Organisation für Normung – kurz ISO (von griechisch ἴσος ísos, deutsch ‚gleich‘), engl. International Organization for Standardization – ist eine internationale Vereinigung von Normungsorganisationen und erarbeitet internationale Normen in allen Bereichen mit Ausnahme der Elektrik und der Elektronik, für die die Internationale elektrotechnische Kommission (IEC) zuständig ist, und mit Ausnahme der Telekommunikation, für die die Internationale Fernmeldeunion (ITU) zuständig ist. Gemeinsam bilden diese drei Organisationen die WSC (World Standards Cooperation).
Bei der ISO handelt es sich um einen Verein nach schweizerischem Recht (Art. 60 ZGB).

## Ursprung der KurzbezeichnungISO
Übersetzungen des Namens Internationale Organisation für Normung ergeben verschiedene Abkürzungen, abhängig von der Sprache, zum Beispiel: IOS (International Organization for Standardization) auf Englisch oder OIN (Organisation internationale de normalisation) auf Französisch. Deshalb wählte man die einheitliche Kurzbezeichnung ISO, die vom griechischen Wort isos abstammt, das ‚gleich‘ bedeutet. Somit ist die Kurzbezeichnung in jedem Land und jeder Sprache einheitlich.

## Geschichte
Vom 14. bis 26. Oktober 1946 fand in London eine internationale Konferenz nationaler Normungsorganisationen statt, an der Delegierte aus 25 Ländern teilnahmen. Auf dieser wurde der Beschluss gefasst, eine neue internationale Organisation zu gründen, die sowohl die ISA – die 1926 gegründete Organisation hatte 1942 ihre Tätigkeit eingestellt – als auch den Normen-Koordinierungsausschuss der Vereinten Nationen (UNSCC – United Nations Standards Coordinating Committee) ersetzen sollte. Sitz dieser Organisation sollte Genf sein, wo die ISO am 23. Februar 1947 ihre Tätigkeit aufnahm. Das damalige Österreichische Normungsinstitut, seit 2009 Austrian Standards International (ASI), und die Schweizerische Normen-Vereinigung waren dabei Gründungsmitglieder.

## Zusammensetzung
Im Juni 2025 sind 174 Länder in der ISO vertreten. Hiervon sind 129 member bodies (Vollmitglieder), 41 correspondent members (korrespondierende Mitglieder) und 4 subscriber members (haben Beobachtungsstatus). Jedes Mitglied vertritt ein Land, wobei es aus jedem Land auch nur ein Mitglied gibt. Das Deutsche Institut für Normung e. V. (DIN) ist seit 1951 Mitglied der ISO für die Bundesrepublik Deutschland.
Es gibt technische (z. B. MP3 oder Telefonkarten), klassifikatorische (z. B. Ländercodes wie „DE“, „NL“, „JP“) und Verfahrensstandards (z. B. Qualitätsmanagement nach ISO 9000).
Offizielle Sprachen der ISO sind Englisch, Französisch und Russisch. Während alle ISO-Normen in englischer Sprache und die meisten auch auf Französisch veröffentlicht werden, gibt es nur wenige Normen in russischer Sprache, da Russland seinen vereinbarten Pflichten nicht nachkommt. Die nationalen Normungsorganisationen sind für Übersetzungen und nationale Übernahmen der Normen verantwortlich.

## Prozess
Der Normungsprozess der ISO läuft in mehreren Schritten ab.
| Stufe | Stufe            | Name                | Name                               | Akronym |
| ----- | ---------------- | ------------------- | ---------------------------------- | ------- |
| 00    | Vorstadium       | Vorläufiges Projekt | Preliminary Work Item              | PWI     |
| 10    | Vorschlag        | Normenantrag        | New Work Item Proposal             | NWIP    |
| 20    | Vorbereitung     | Arbeitspapier       | Working Draft                      | WD      |
| 30    | Komiteephase     | Komiteeentwurf      | Committee Draft                    | CD      |
| 40    | Prüfung          | Entwurf             | Draft International Standard       | DIS     |
| 50    | Zustimmung       | Schlussentwurf      | Final Draft International Standard | FDIS    |
| 60    | Veröffentlichung | Internationale Norm | International Standard             | IS      |
| 90    | Überprüfung      |                     | Review                             |         |
| 95    | Rückzug          |                     | Withdrawal                         |         |

Neben den IS gibt es vier weitere Typen von veröffentlichten Ergebnissen der ISO, deren Produktionsprozess abweicht.
| Name                                 | Name                             | Akronym | Lebenszeit                                                         |
| ------------------------------------ | -------------------------------- | ------- | ------------------------------------------------------------------ |
| Technische Spezifikation             | Technical Specification          | TS      | soll IS werden, sobald Entwicklung hinreichend fortgeschritten ist |
| Fachbericht                          | Technical Report                 | TR      | unbegrenzt                                                         |
| Öffentlich zugängliche Spezifikation | Publicly Available Specification | PAS     | 6 Jahre                                                            |
| Internationale Übereinkunft          | International Workshop Agreement | IWA     | 6 Jahre                                                            |

## Kooperationen
Einige Standards werden in Zusammenarbeit mit anderen internationalen Normungsorganisationen, z. B. der Internationalen elektrotechnischen Kommission (IEC), entwickelt und herausgegeben. In den Bezeichnungen dieser Standards werden die beteiligten Organisationen mit einem Schrägstrich voneinander getrennt, z. B. „ISO/IEC 8859“.
Weiterhin arbeitet die ISO mit dem CEN zusammen, das als Europäische Normungsorganisation einen Großteil der ISO-Normen in das Europäische Normensystem überführt. Während die Überführung von ISO-Normen in das jeweilige nationale Normungsgefüge freiwillig ist, müssen sämtliche Europäischen Normen von den CEN-Mitgliedern als nationale Normen implementiert werden.